# Yaponotus villiersi
Yaponotus villiersi är en insektsart som beskrevs av Capener 1953. Yaponotus villiersi ingår i släktet Yaponotus och familjen hornstritar. Inga underarter finns listade i Catalogue of Life.